# Тургень
Тургень (каз. Түрген, до 1921 г. — Михайловское) — село в Енбекшиказахском районе Алматинской области Казахстана. Административный центр Тургенского сельского округа. Находится у подножья Тянь-Шаньских гор. Турген находится в 12 км к востоку от города Есик и в 60 км от Алматы. К востоку от села бежит речка Тургенка, впадающая в реку Или. Код КАТО — 194081100.
В 1981 году в центре села был возведён Дом культуры.
Известный в Казахстане район виноградарства и виноделия.

## Название
Название села дано по названию реки, оно имеет монгольское происхождение и означает «быстрая» (монг. Түргэн).

## История
В 1864 году в местности Турген русскими поселенцами было основано село Михайловское. Строительство села началось со строительства Михайловского храма. В 1917 г. было открыто почтовое отделение.
В 1921 году село было переименовано в Тургень.

## Население
В 1999 году население села составляло 9741 человек (4747 мужчин и 4994 женщины). По данным переписи 2009 года в селе проживало 12116 человек (6004 мужчины и 6112 женщин).